# Öffentliche Verkehrsmittel in Luxemburg
Der öffentliche Transport in Luxemburg wird von verschiedenen öffentlichen Instanzen organisiert:
- für den Zugverkehr ist die Eisenbahngesellschaft Chemins de Fer Luxembourgeois (CFL) verantwortlich. Darüber hinaus betreibt die CFL auch Buslinien auf ehemaligen, heute stillgelegten Bahnstrecken sowie die Standseilbahn Pfaffentahl-Kirchberg.

- Es gibt neben dem von der Régime général des transports routiers (RGTR) betriebenen Netz mit mehreren hundert Linien in der Fläche des Landes (teilweise auch grenzüberschreitend) zwei kommunale Busnetze:

- der Luxemburger Stadtbus (AVL) innerhalb des Gebietes der Hauptstadt
- der interkommunale Personentransport im Kanton Esch-sur-Alzette (TICE) auf dem Gebiet des Kantons Esch/Alzette.

- das die auf dem Gebiet der Hauptstadt verkehrende Stater Tram betreibende Unternehmen LuxTram S.A. (der Staat besitzt zwei Drittel, die Hauptstadt ein Drittel).

## Kostenloser Nah- und Fernverkehr
Seit dem 29. Februar 2020 ist der öffentliche Transport innerhalb des Großherzogtums Luxemburg kostenlos.
Der Betrieb des öffentlichen Verkehrs in Luxemburg kostet jährlich rund 540 Millionen Euro. Davon wurden vor der Einführung des kostenlosen Nah- und Fernverkehrs 41 Millionen Euro durch den Verkauf von Fahrkarten gedeckt.

## Zahlen
Im Jahr 2019 reisten in Luxemburg rund 45 Millionen Fahrgäste mit Bus, Bahn oder Straßenbahn.
2020 war ein besonderes Jahr, weil der öffentliche Nahverkehr Ende Februar kostenlos wurde, aber auch, weil praktisch zeitgleich die COVID-19-Pandemie mit ihren Folgen und Einschränkungen (Lockdown, Telearbeit …) ausbrach. Für die Straßenbahn bedeutete dies, dass die Zahl der Fahrgäste im März von durchschnittlich 31.000 Fahrgästen pro Tag auf nur noch 1.400 sank, um dann sukzessive wieder auf 38.000 zu steigen. Während des Lockdowns war der Zugverkehr stark reduziert, ab Juni normalisierte sich das Zugaufkommen jedoch wieder. Ende 2020 lag die Zahl der Bahnreisenden immer noch 39 % unter der des Vorjahres.
Im gesamten öffentlichen Transportsektor sind rund 6.700 Beschäftigte tätig: Bei der CFL etwa 3.500 im Reisebereich; für Luxtram arbeiten etwa 195 Beschäftigte; und im Busservice ungefähr 2.900 Personen.

### Bildergalerie

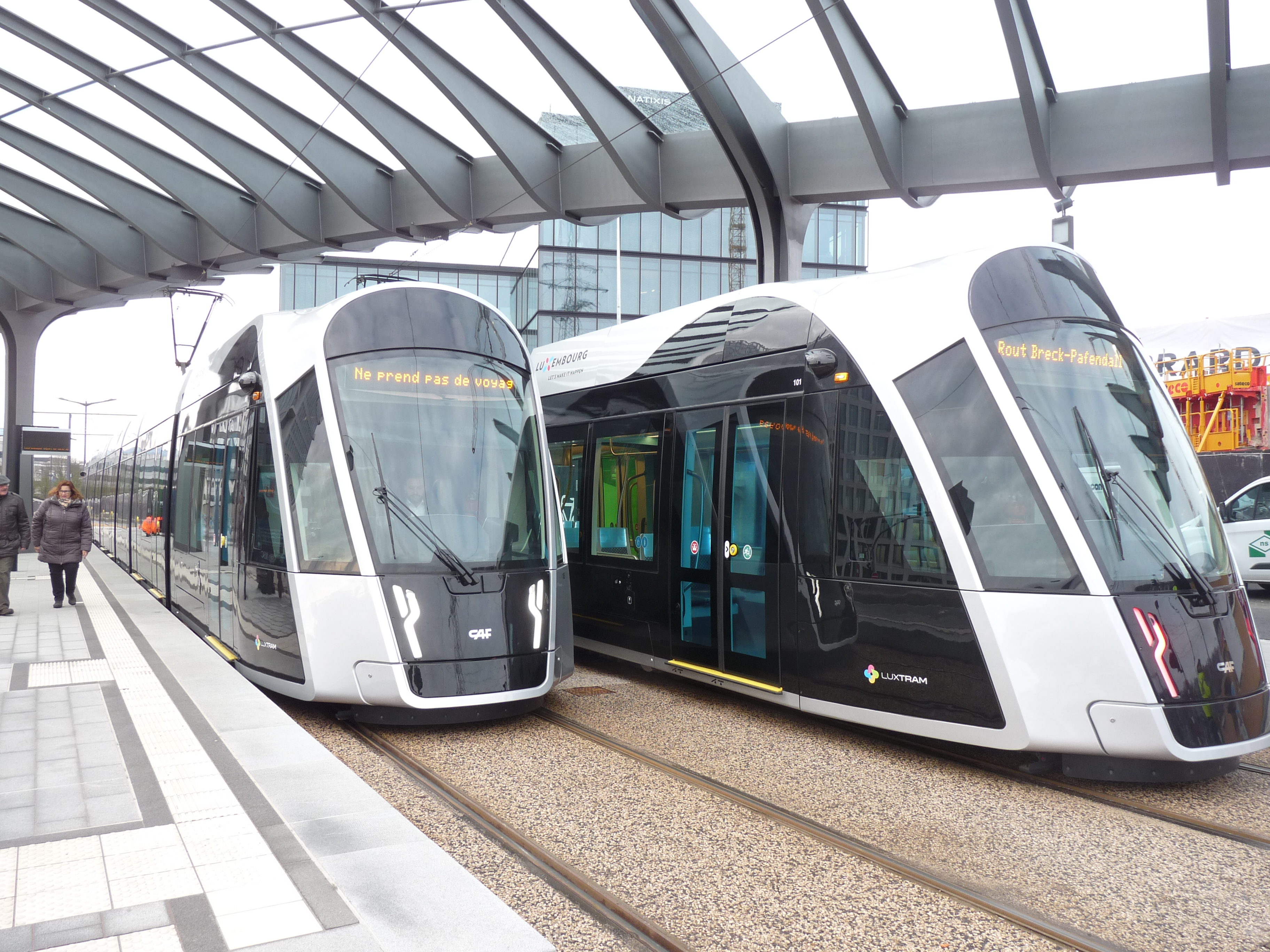
Stater Tram
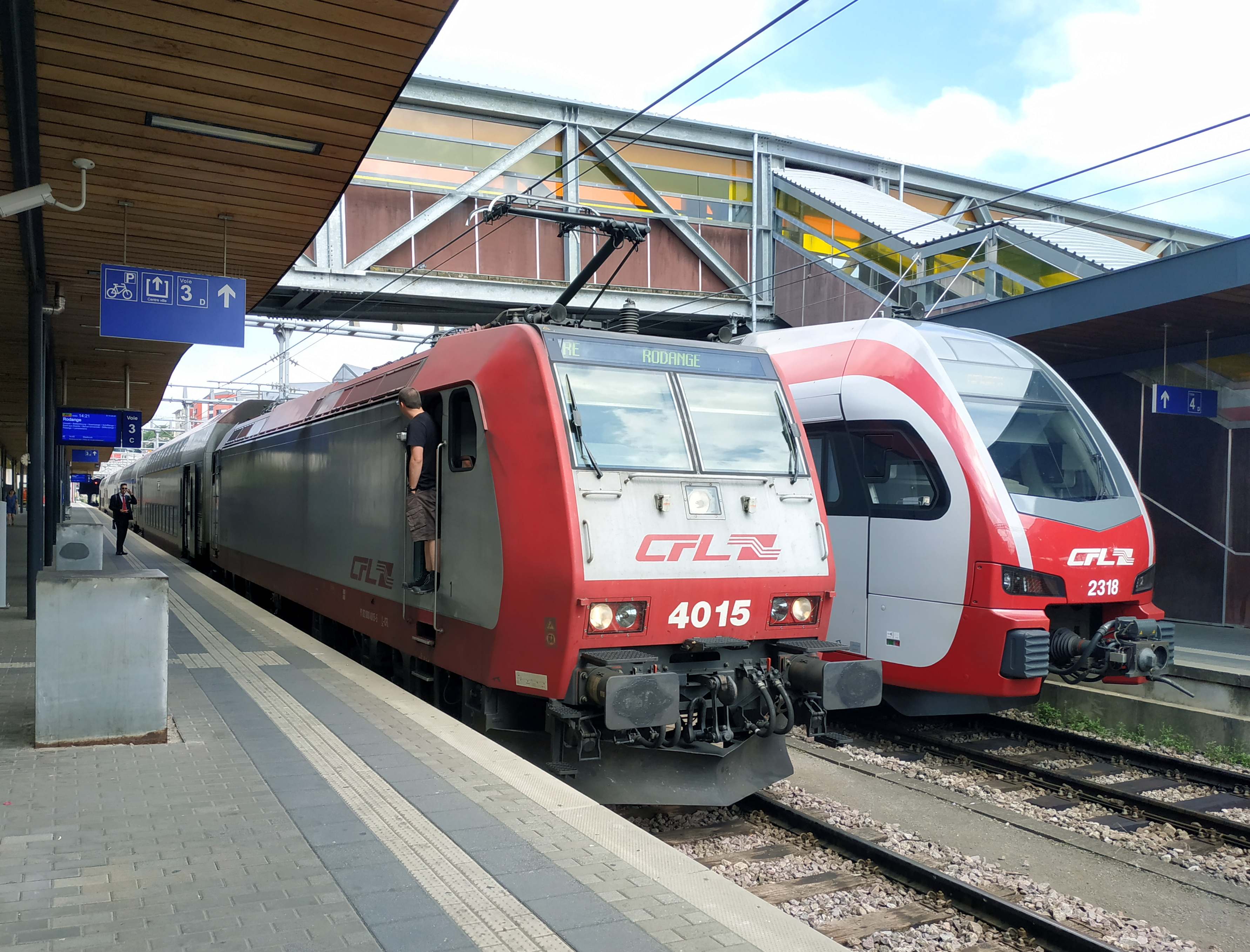
CFL-Zug
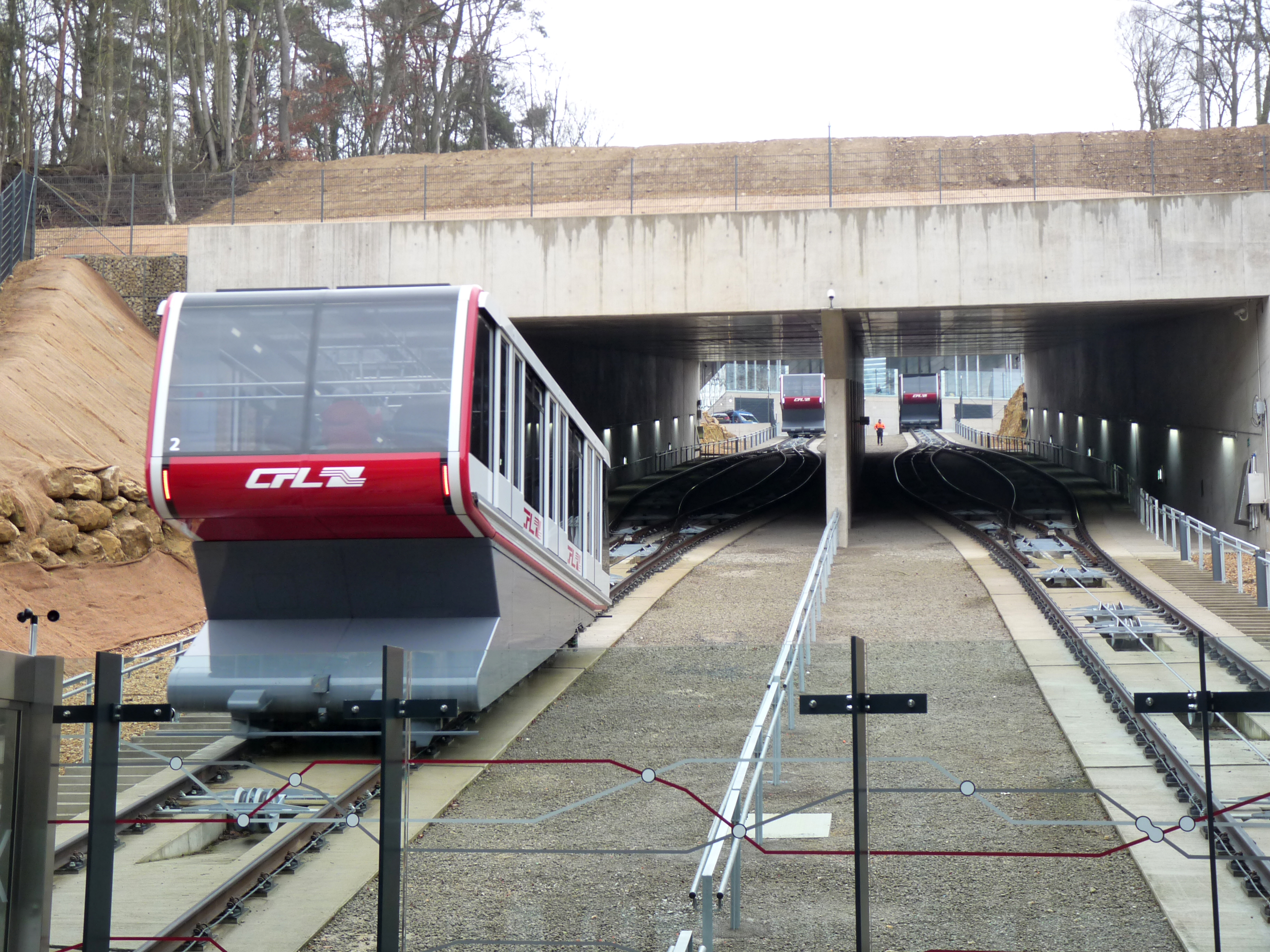
Standseilbahn Pfaffenthal-Kirchberg
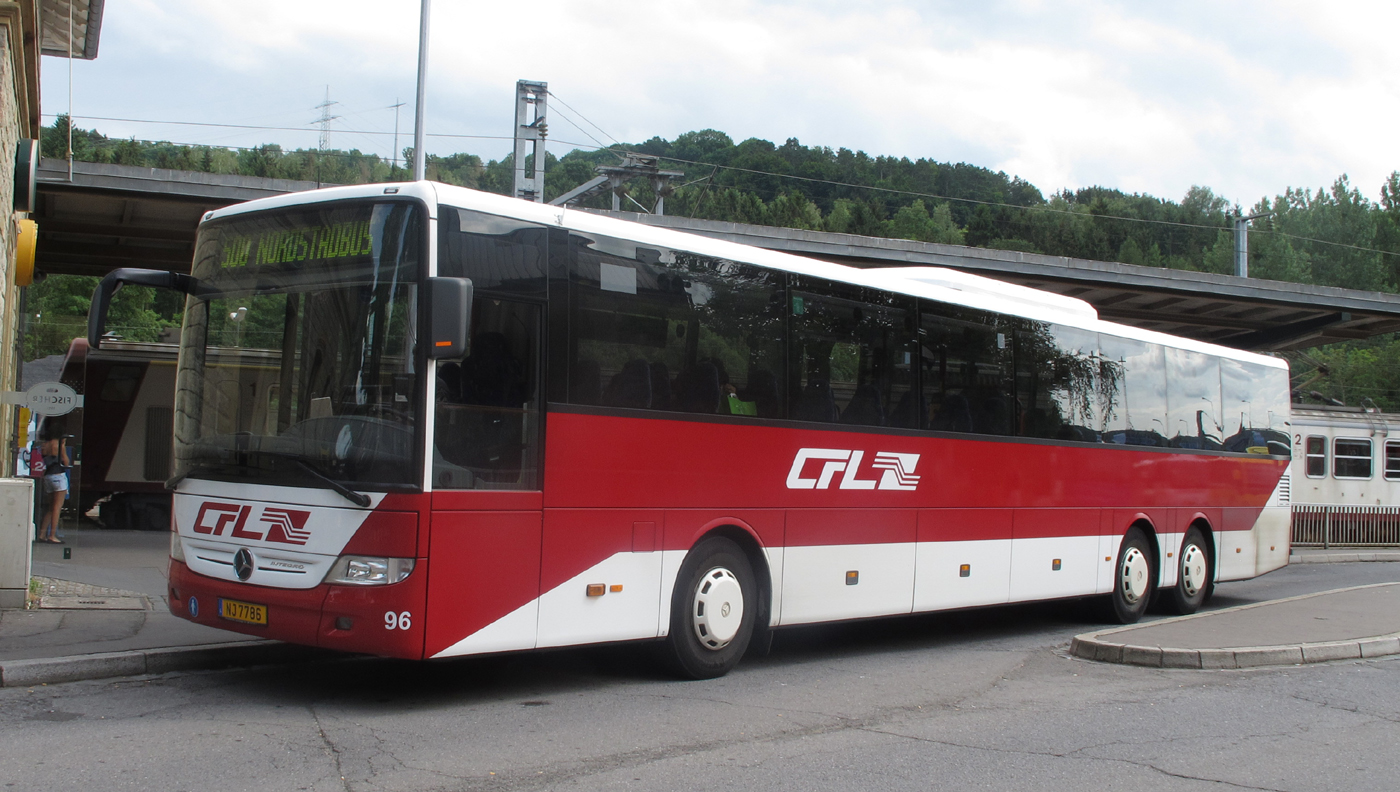
CFL-Bus
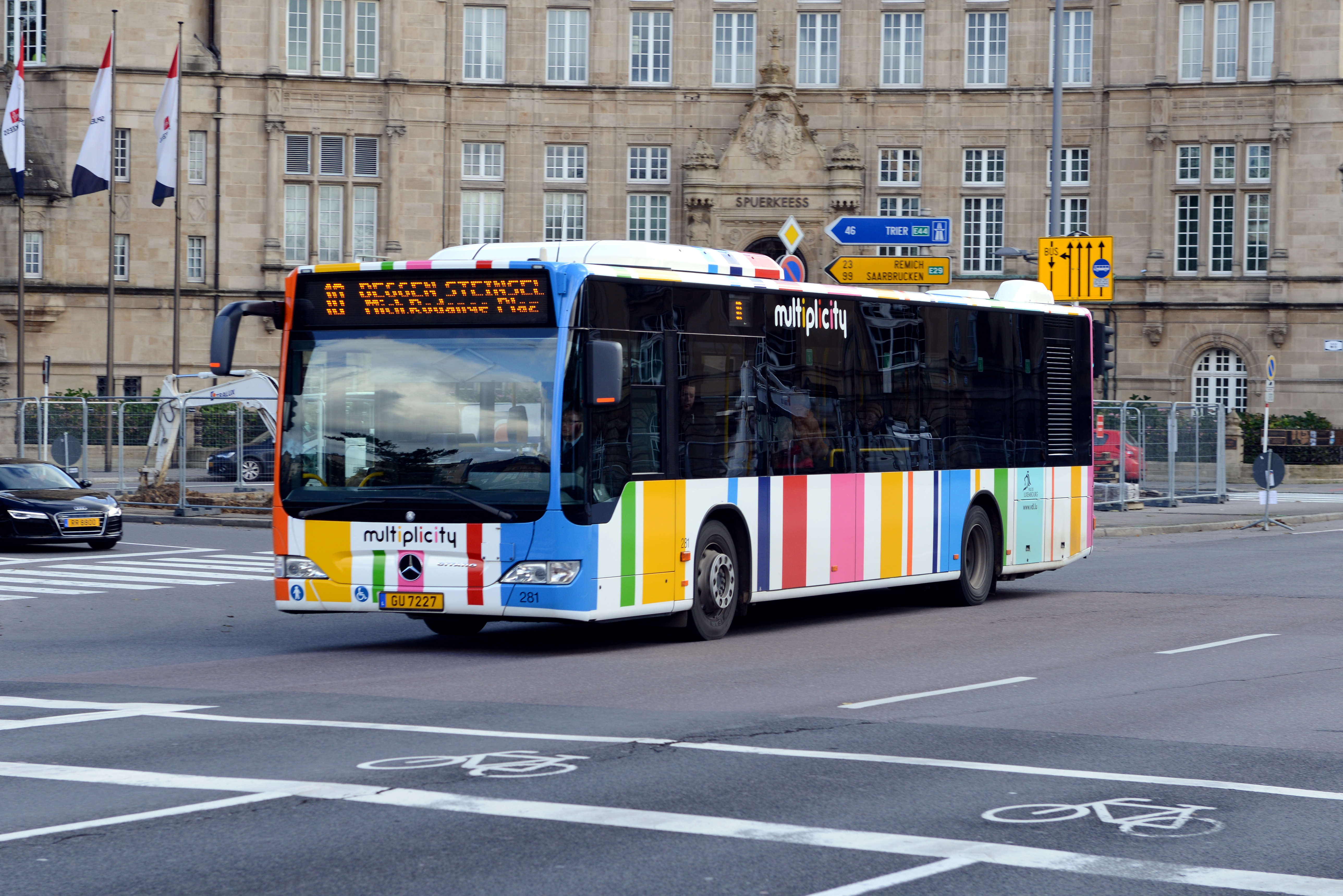
AVL-Bus
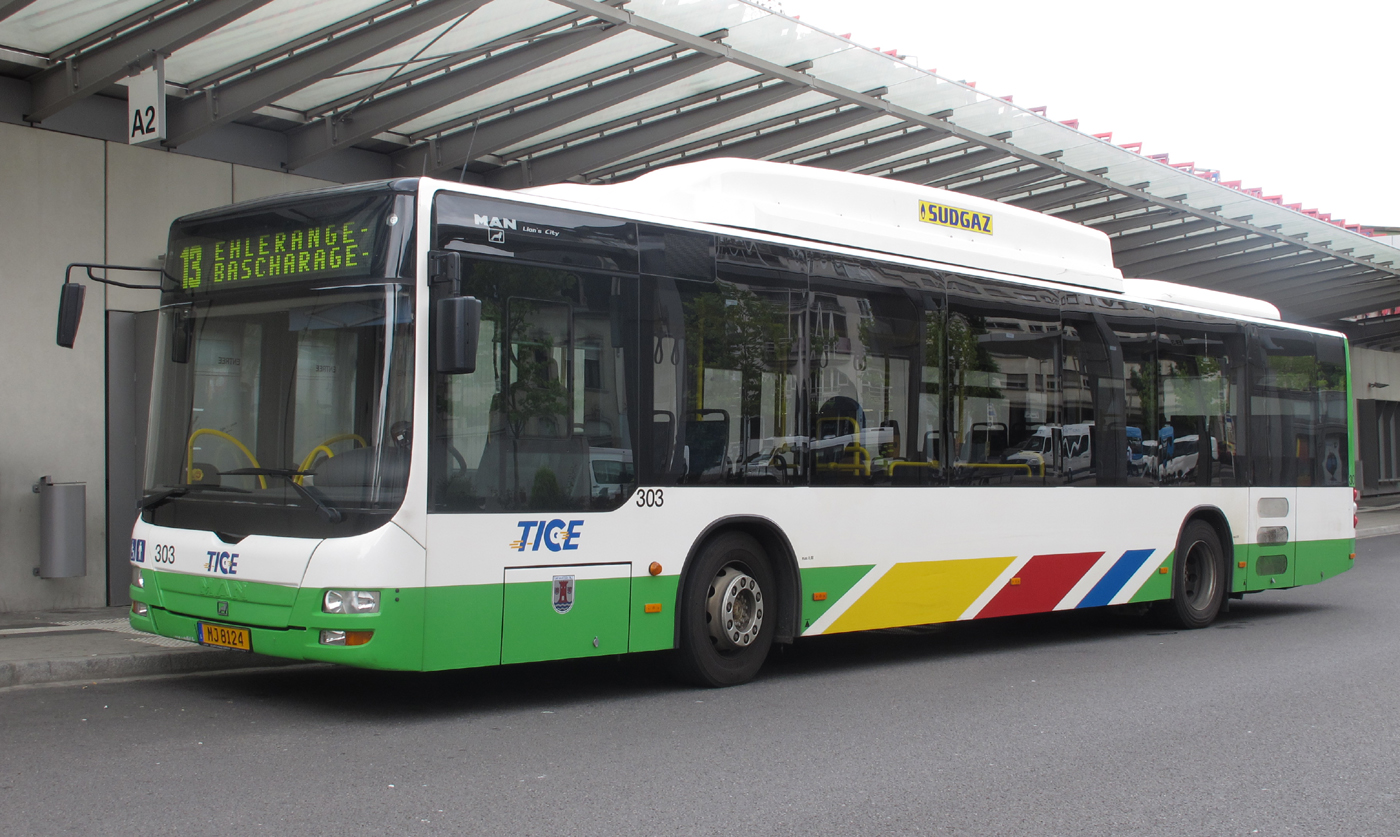
TICE-Bus